# 田村駅 (北京市)
田村駅（でんそん-えき）は中華人民共和国北京市海淀区に位置する北京地下鉄6号線の駅である。2018年12月30日に開業した。

## 駅構造
島式ホーム1面2線を有する地下駅。ホームドア完備。
| 6号線ホーム | ←■6号線 金安橋方面     |
| 6号線ホーム | 島式ホーム             |
| 6号線ホーム | ■6号線 海淀五路居方面→ |

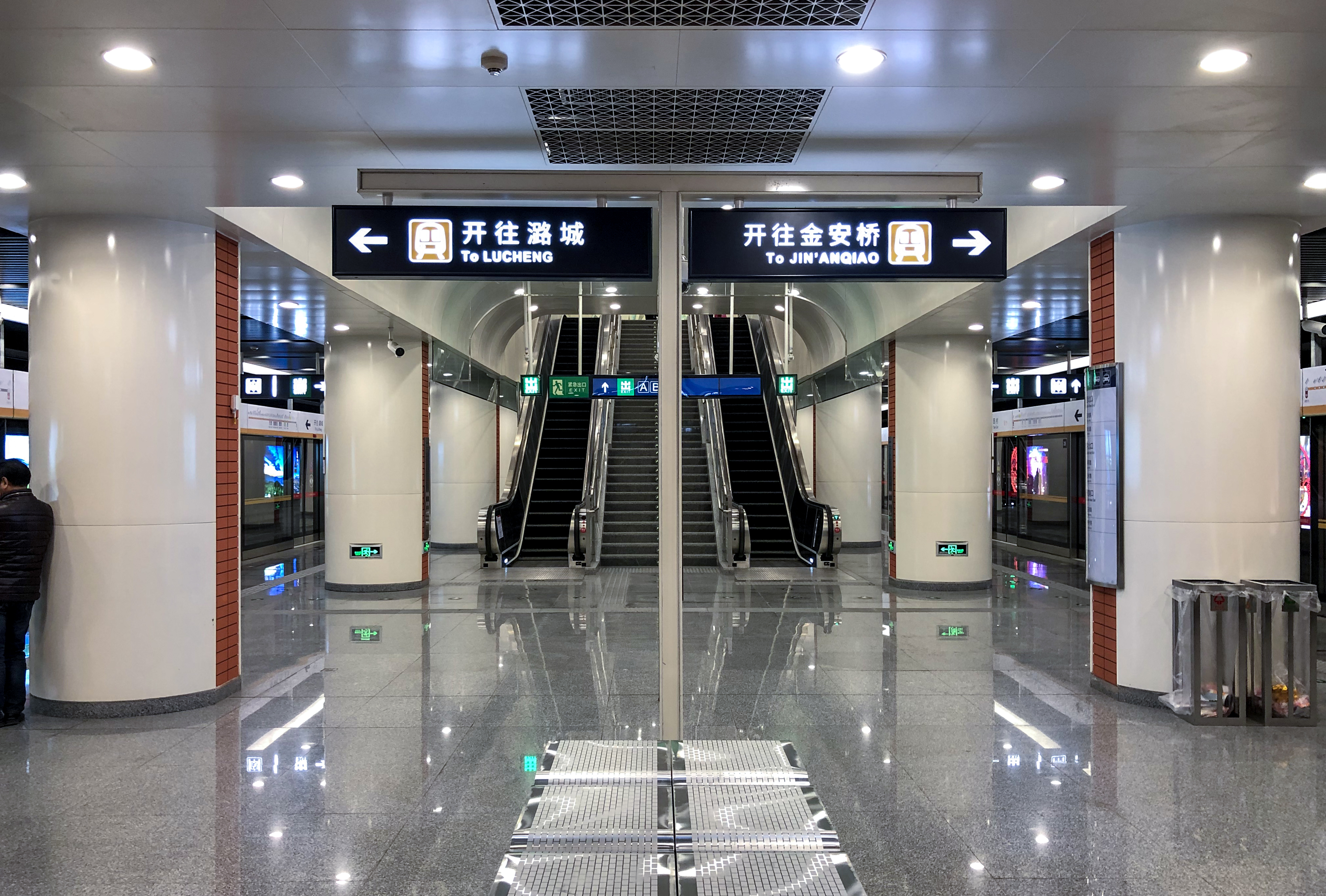
ホーム

## 歴史
- 2018年12月30日 - 開業。

## 隣の駅
北京地下鉄
■6号線
廖公荘駅 - 田村駅 - 海淀五路居駅